# Transitions
Pour plus de détails, voir Fiche technique et Distribution.

Transitions est un court métrage canadien en 3D de Tony Ianzelo (en) et Colin Low, créé pour le pavillon du Canada à l’Exposition spécialisée de 1986,.

## Fiche technique
- Titre original : Transitions
- Réalisation : Tony Ianzelo et Colin Low
- Production : Barrie Howells et Mark Zannis
- Musique : Eldon Rathburn (en)
- Société de production : Office national du film du Canada
- Format : couleur - 1.44:1 - IMAX
- Pays : Canada (anglais)